# ماسایا یوما
ماسایا یوما (انگلیسی: Masaya Yuma؛ زادهٔ ۴ ژوئن ۱۹۹۳) بازیکن فوتبال اهل ژاپن است.